# Фотије Станојевић
Фотије Станојевић (Бабе данас буг. Неделково, 8. октобар 1875 — Београд, 22. фебруар 1955) био је српски политички радник и дипломата у првој половини 20. века.

## Биографија
Рођен је у селу Бабе, у Знепољу, недалеко од града Трна, као најмлађи син мајке Солунке и Аранђела Станојевића. Основну школу и гимназију је учио у Пироту. Истичући се речитошћу и талентом за писањем, изабран је за председника ђачког књижевног друштва у Пироту.
Након завршене гимназије, уписао је права у Београду, где 1889. године дипломирао. Унапређен је 1901. године у чин резервног коњичког подпоручника српске војске. Догураће у војној хијерархији до резервног капетана прве класе 1920. године. Након тога је уписао Високу школу политичких наука у Паризу, коју је завршио 1903. године.
Након завршених студија се вратио у Београд и постао писар у Министарству финансија. Године 1904. је постао писар у Генералном конзулату Министарства иностраних послова у Солуну, а након тога писар у Српском краљевском посланству у Петрограду, вицеконзул у Будимпешти (1912), отправник послова у Букурешту, први секретар Српског посланства у Петрограду.
Године 1911. се оженио ћерком руског генералштабног официра пуковника Комарова, начелника штаба генерала Черњајева.
Био је секретар III класе у посланству у Букурешту (1914).
Био је добровољац-официр Прве српске добровољачке дивизије у Добруџи 1916.
За заслуге у ратовима за ослобођење и уједињене (1912—1918) добитник је бројних признања и одликовања.
Након Првог светског рата је наставио да обавља дипломатске дужности. Био је отправник послова у Москви (1919), био први секретар амбасаде у Берну (1920), генерални конзул у Солуну (1920-1924), па у Будимпешти (1924). Као генерални конзул у Будимпешти се пензионисао 1927.
За собом је оставио у рукопису дело Пирот и пиротске прилике, које датира из 1952. године. Рукопис се састојао из три дела. Први је посвећен породици Аранђела Станојевића, његовог оца, и период након доласка у Пирот, други део „Пироћанке” описује етнографске карактеристике народне ношње, обичаји и друштвене забаве женске омладине пиротског краја, а трећи „Народна буна у Шоплуку 1877. и 1878. године” описује ослобођење Ћустендила и Самокова од Турака и протест народа иза Старе планине, приликом доласка Међународне комисије за обележавање границе са Бугарском, након закључивања Берлинског споразума (1878).